# Vochysia cipoana
Vochysia cipoana är en tvåhjärtbladig växtart som beskrevs av Stafleu. Vochysia cipoana ingår i släktet Vochysia och familjen Vochysiaceae. Inga underarter finns listade i Catalogue of Life.